# Graue (Asendorf)
Graue ist ein Ortsteil der Gemeinde Asendorf im niedersächsischen Landkreis Diepholz.

## Geographie und Verkehrsanbindung
Der Ort liegt südöstlich des Kernortes Asendorf an der B 6. Östlich des Ortes fließt die Graue, ein Zufluss des Bückener Mühlenbaches.

## Bauwerke
In der Liste der Baudenkmale in Asendorf sind für Graue drei Baudenkmale aufgeführt:
- das Wohn- und Wirtschaftsgebäude Hackenstraße 13 in Fachwerk,
- die Scheune Schulstraße 1,
- das Backhaus Hannoversche Straße 41 in Fachwerk